# Twin Islands
Le Twin Islands si trovano nella Baia di James (un'estensione a sud-est della Baia di Hudson) in Canada. Il gruppo include le isole North Twin e South Twin.
Le isole sono un'area importante per le migrazioni di uccelli (#NU034), un sito dell'International Biological Program (Site 6-2) e sono sede del Twin Islands Wildlife Sanctuary.